# Asarkina hirsuticeps
Asarkina hirsuticeps är en tvåvingeart som beskrevs av Mario Bezzi 1915. Asarkina hirsuticeps ingår i släktet Asarkina och familjen blomflugor.
Artens utbredningsområde är Kenya. Inga underarter finns listade i Catalogue of Life.